# 茨城県道136号高崎坂東線

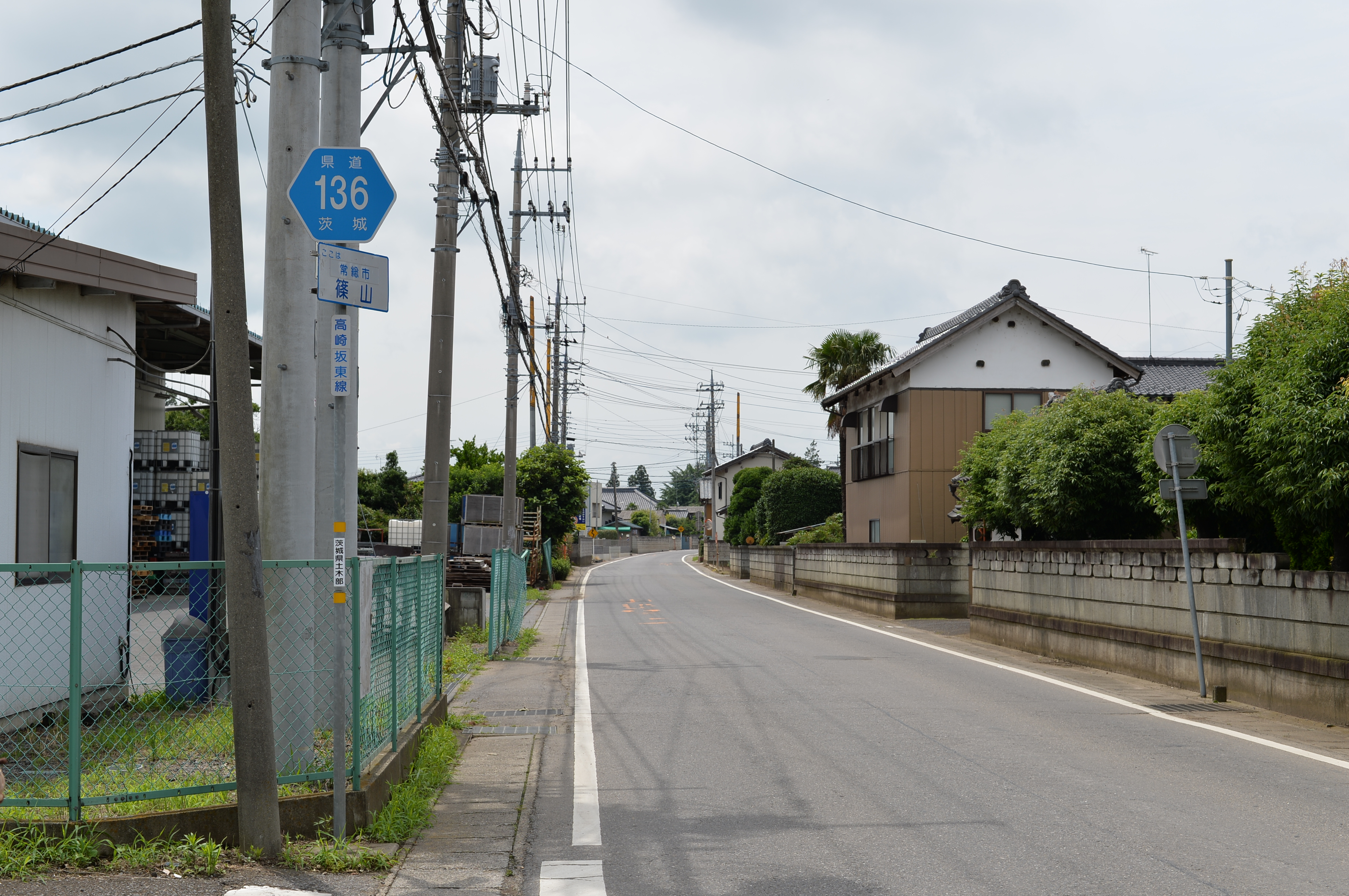
茨城県道136号高崎坂東線
常総市篠山（2014年7月）

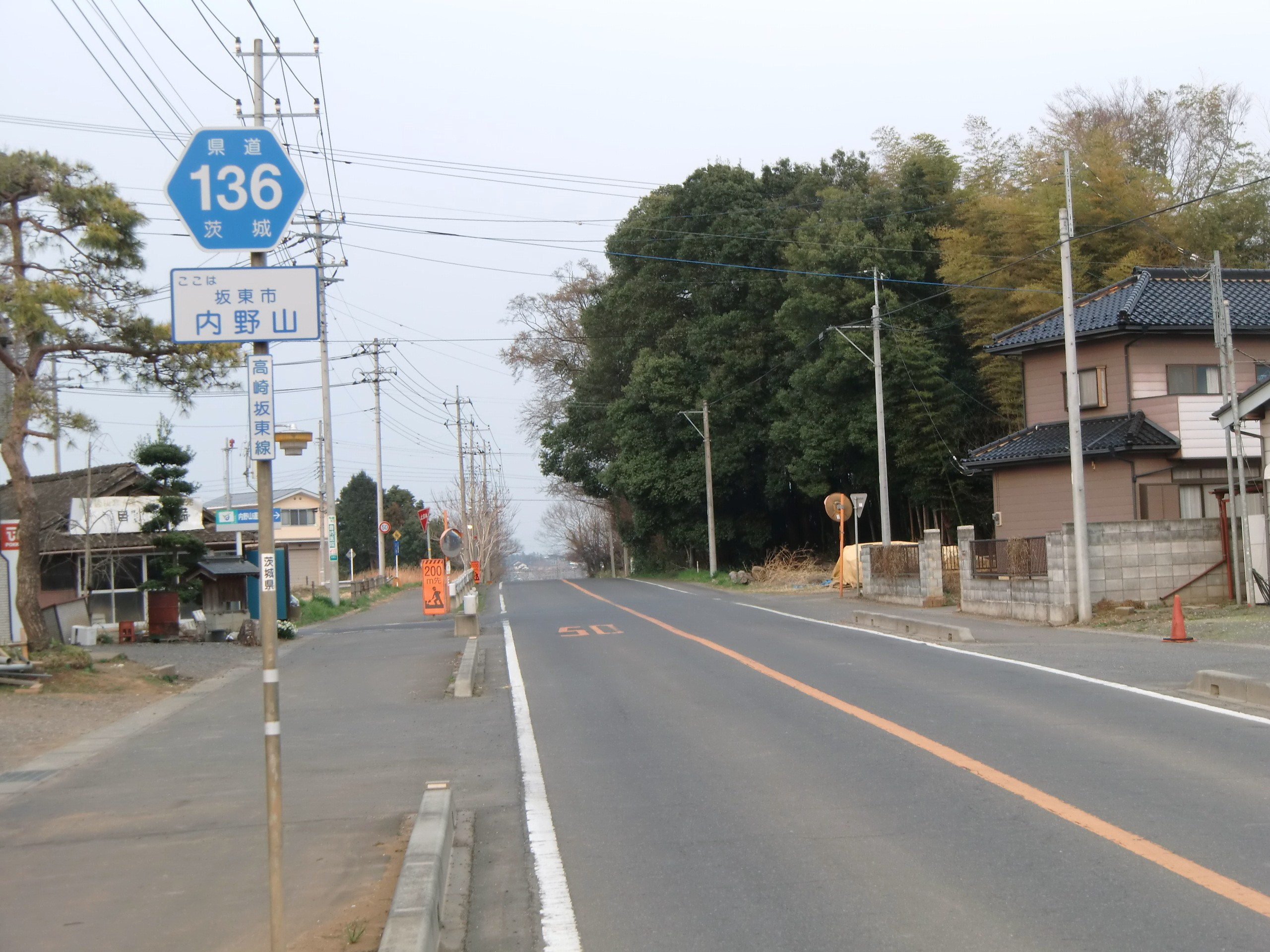
坂東市内野山（2011年4月）

茨城県道136号高崎坂東線（いばらきけんどう136ごう たかさきばんどうせん）は、茨城県結城郡八千代町高崎から坂東市に至る一般県道である。

## 概要
茨城県結城郡八千代町高崎を起点に南下し、常総市石下地区を経由して終点・坂東市神田山（かどやま）の国道354号まで南北に縦断する延長約27キロメートル (km) の一般県道である。

### 路線データ
- 起点：茨城県結城郡八千代町大字高崎（茨城県道233号山王下妻線交点）[注釈 1]
- 終点：茨城県坂東市神田山1377番の5地先（国道354号・茨城県道252号坂東菅生線交点〈神田山交差点〉）[注釈 2]
- 総延長：26.663 km[3]
- 重用延長：1.629 km[3]
- 未供用延長：なし[3]
- 実延長：25.034 km[3]
- 自動車交通不能区間延長[注釈 3]：なし[3]

## 歴史
1971年（昭和46年）11月29日、前身にあたる県道内野山貝谷結城線が路線廃止され、これに代わる一般県道として、結城郡八千代村大字高崎（現、結城郡八千代町高崎）を起点とし、猿島郡岩井町（当時）の終点まで至る区間を茨城県が県道高崎岩井線として路線認定した。
1988年（昭和63年）に、終点位置を、それまでの岩井市勘助新田から新たに岩井市神田山の県道土浦野田線交点へ移され、内野山小学校前交差点から新終点までルートを大きく変更して路線延長も追加延長された。1995年（平成7年）に、整理番号変更により現在の整理番号136となり、平成の大合併により当時の岩井市が坂東市へ自治体名称変更されていたことに伴い、2006年（平成18年）には路線名を県道高崎坂東線へ改称され、現在に至る。

### 年表
- 1959年（昭和34年）10月14日
現在の路線の前身にあたる県道内野山貝谷結城線（猿島郡猿島町大字内野山 - 結城郡石下町経由 - 結城市大字山王、図面対象番号101）が路線認定される[5]。
- 1971年（昭和46年）11月29日
  - 県道高崎岩井線（結城郡八千代村大字高崎 - 猿島郡岩井町、整理番号160）として路線認定される[6]。
  - 道路区域は、結城郡八千代村大字高崎 - 猿島郡岩井町大字勘助新田の21.631 km区間が指定され、供用開始される[1]。
  - 同時に、前身路線にあたる県道内野山貝谷結城線（猿島郡猿島町大字内野山 - 結城市、整理番号160）が路線廃止される[7]。
- 1988年（昭和63年）10月17日：終点が県道土浦野田線[注釈 4]の神田山交差点に移り、猿島郡猿島町大字内野山（内野山小前交差点） - 岩井市大字神田山（神田山交差点）の区間（7.7422 km）を道路区域に変更指定する[2][注釈 5]。
- 1995年（平成7年）3月30日：整理番号160から現在の番号（整理番号136）に変更される[8]。
- 1996年（平成8年）1月25日：結城郡石下町大字国生 - 大字向石下のバイパスを新設する道路区域（1.704 km）が決定する[9]。
- 1997年（平成9年）12月22日：石下町大字向石下 - 大字古間木のバイパスを新設する道路区域（1.994 km）が決定する[10]。
- 2002年（平成14年）4月1日：猿島町大字沓掛 - 岩井市大字弓田の区間が、通行する車両の最大重量限度25トンの道路に指定される[11]。
- 2006年（平成18年）
  - 4月1日：路線名が現在の高崎坂東線に変更される[12]。
  - 8月31日：常総市大字杉山（県道土浦境線本線交点） - 同市大字向石下（県道土浦境線支線）のバイパス道路（約0.5 km）が開通[13]。
- 2013年（平成25年）
  - 10月31日：常総市向石下 - 同市古間木のバイパス予定区間（1.994 km）が県道道路区域指定を解かれる[14]。
  - 12月25日：バイパスの一部（常総市国生 - 杉山、1.2 km）が供用開始されたことにより、 常総市国生 - 向石下のバイパス区間（延長2.4 km）が全線開通する[15][16]。
- 2017年（平成29年）10月10日：常総市杉山（バイパス分岐） - 同市篠山（茨城県道24号交点）の旧道（2.250 km）が県道指定解除され、常総市道に降格[17][18]。

### 過去に指定されていた旧道
- 常総市杉山（バイパス分岐） - 土浦境線旧道交点 - 常総市篠山（土浦境線交点）
常総市杉山地区の集落を通過する旧道。延長は約2.2 kmあり、沿道に民俗資料館がある。西側に並行するバイパスが開通後、2017年10月に移管されて路線指定を解除された。

## 路線状況
交差点で曲がる箇所が有るなど全体的にルートの線形が悪く、経路の途中で、県道つくば古河線や県道土浦境線と交差重複し経路がクランクする。常総市石下地区や坂東市神田山付近は見通しの悪い狭隘区間がある。
道路法の規定に基づき、以下の区間は緊急輸送道路として機能を維持するため、災害発生時の被害拡大防止を目的に道路用地内に新たに電柱を建てることが制限されている。
- 常総市古間木（常総市道交差） - 常総市古間木（常総市道交差）[19]
- 常総市国生（常総市道交差） - 常総市向石下（県道土浦境線交差）[19]

### 重複区間
- 茨城県道56号つくば古河線（結城郡八千代町仁江戸 - 下妻市別府）
- 茨城県道24号土浦境線（常総市向石下 - 篠山：延長275メートル）[17]

### 道路施設
- 両国橋（結城郡八千代町大字袋 - 大字川尻）
- 関戸橋（山川、結城郡八千代町大字仁江戸）
- 別府橋（下妻市鎌庭・別府）
- 国生橋（将門川、常総市国生）
- 蔵持橋（常総市蔵持・古間木）
- 大和田橋（東仁連川、常総市大生郷新田町・古間木新田）
- 中高橋（飯沼川、常総市古間木新田）
- 榎橋（飯沼川、坂東市幸田）

## 地理

### 通過する自治体
- 結城郡八千代町 - 下妻市 - 常総市 - 坂東市

### 交差する道路
- 茨城県道233号山王下妻線/グリーンライン（結城郡八千代町大字高崎：起点）
- 国道125号（結城郡八千代町大字沼森：貝谷十字路交差点）
- 茨城県道56号つくば古河線（結城郡八千代町大字仁江戸）
- 茨城県道56号つくば古河線（下妻市別府）
- 茨城県道217号皆葉崎房線（下妻市皆葉）
- 茨城県道24号土浦境線（常総市向石下）
- 茨城県道24号土浦境線（常総市篠山）
- アグリロード（常総市古間木）
- 茨城県道134号鴻野山豊岡線（常総市古間木新田）
- 茨城県道135号猿島常総線（坂東市内野山：内野山小前交差点）
- 国道354号岩井バイパス（坂東市馬立：馬立ふれあい館前交差点）
- 茨城県道123号土浦坂東線（坂東市馬立：馬立西交差点）
- 国道354号（坂東市神田山：終点・神田山交差点）

### 沿線
- 八千代町立東中学校（八千代町大字沼森）
- 八千代町立西豊田小学校（結城郡八千代町大字太田）
- 大形郵便局（下妻市別府）
- 坂東市立内野山小学校（坂東市内野山）
- 坂東ゴルフクラブ（坂東市弓田）
- 坂東市立弓馬田小学校（坂東市馬立）